# Плацебо

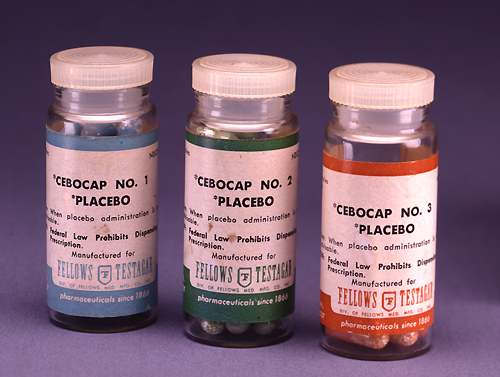
Плацебо — це зазвичай інертні таблетки, наприклад, цукрові

Плацебо (лат. placebo — я сподобаюся) — індиферентні (несправжні) речовини, що застосовуються під час клінічного випробування ліків, для відкидання психотерапевтичного ефекту. Їм надається найбільша схожість із випробуваними препаратами за кольором, смаком, запахом; вони використовуються в тій же лікарській формі (таблетки, пігулки та інше). Щоб уникнути помилкових висновків, іноді використовується подвійний сліпий дослід, за якого ні хворий, ні медичні робітники, зокрема і лікар, не знають, коли застосовується плацебо. Це особливо важливо для оцінки даних, заснованих переважно на суб'єктивних відчуттях. За речовини для плацебо часто править лактоза. Ступінь вияву явища плацебо залежить від схильності людини до навіювання та зовнішніх обставин під час «лікування», наприклад, від розмірів та кольору таблетки, довіри до лікаря, поважності клініки. Цей термін стосувався релігійних обрядів на похованнях, вперше згаданий у медичному сенсі у XVIII столітті.
Використовується як оцінковий засіб у клінічних випробуваннях нових лікарських препаратів, під час кількісної перевірки дієвості ліків. Одній групі піддослідних дають препарат, що тестується, перевірений на тваринах, а іншій — плацебо. Ефект від застосування препарату має напевне перевищувати вплив плацебо, щоби досліджуваний препарат вважався дієвим.
Плацебо використовується також для вивчення впливу навіювання у дії лікарських препаратів.
Звичайний рівень позитивного ефекту плацебо у клінічних випробуваннях, у середньому становить 5-10 %, водночас його сила залежить від виду захворювання. Під час проведення більшості випробувань виявляється і негативний плацебо-ефект (ефект ноцебо): 1-5 % пацієнтів відчувають деякий дискомфорт від приймання плацебо (хворий вважає, що у нього алергія тощо).
Історично, дослідження 1955 року під назвою «Потужне плацебо» встановило висновок про те, що впливи плацебо були клінічно важливими та були наслідком ролі мозку у фізичному здоров'ї, але вже 1997 року, в огляді дослідження було встановлено, що нема «жодних доказів будь-якого плацебо-ефекту в будь-якому з наведених досліджень». Подальші випробування виявили, що начебто плацебо не є корисним способом терапії.

## Значення слова
Слово «плацебо», латинське «я сподобаюся», стосується латинського перекладу Біблії святим Ієронімом. Американське товариство з лікування болю визначає плацебо як «будь-які несправжні ліки або процедура, без будь-якої відомої терапевтичної цінності».
У клінічному дослідженні плацебо-вплив — це вимірювана відповідь суб'єктів на плацебо; явище плацебо — це різниця між цією відповіддю та відсутністю лікування. Це також є частиною записаної відповіді на будь-яке активне медичне втручання.
Будь-який вимірюваний ефект плацебо називають об'єктивним (наприклад, зниження артеріального тиску) або суб'єктивним (наприклад, зниження сприйняття болю).

## Наслідки застосування плацебо
За дослідженнями медиків з Бостонського Інституту дослідження раку стан хворих на рак, поліпшувався навіть у тому разі, якщо пацієнту заздалегідь повідомляли, що таблетки не містять жодних лікарських препаратів. Раніше вважалося, що явище плацебо пояснюється винятково психологією пацієнта, впевненого, що він приймає справжні ліки, то тепер лікарі все частіше зустрічаються з тим, що таблетки-плацебо допомагають і тим, кого спочатку попереджують про те що вони вживають не ліки.
«Відкрита плацеботерапія виявилася дієвою для пацієнтів, що мали нудоту, болі, які страждають від мігрені й запальних процесів травної системи», — наголошує провідний автор роботи Ерік Жоу.
Часто справжні ліки для полегшення стану пацієнтів дають побічні ефекти, які повністю відсутні від приймання плацебо. Плацеботерапія в сотні разів дешевша.
Хворі, які відкрито приймали плацебо, переносили терапію краще за контрольну групу, яка не одержувала жодних додаткових таблеток. Як це працює, вчені поки не розуміють. Один з висновків полягає в тому, що стан пацієнта поліпшується від самого факту приймання таблетки, який запускає звичний психологічний механізм: «прийняв таблетку — полегшало». Частково ця теорія підтверджується тим, що після приймання непідробних ліків люди часто відчувають себе краще вже протягом перших декількох хвилин, хоча сам препарат починає діяти значно пізніше.

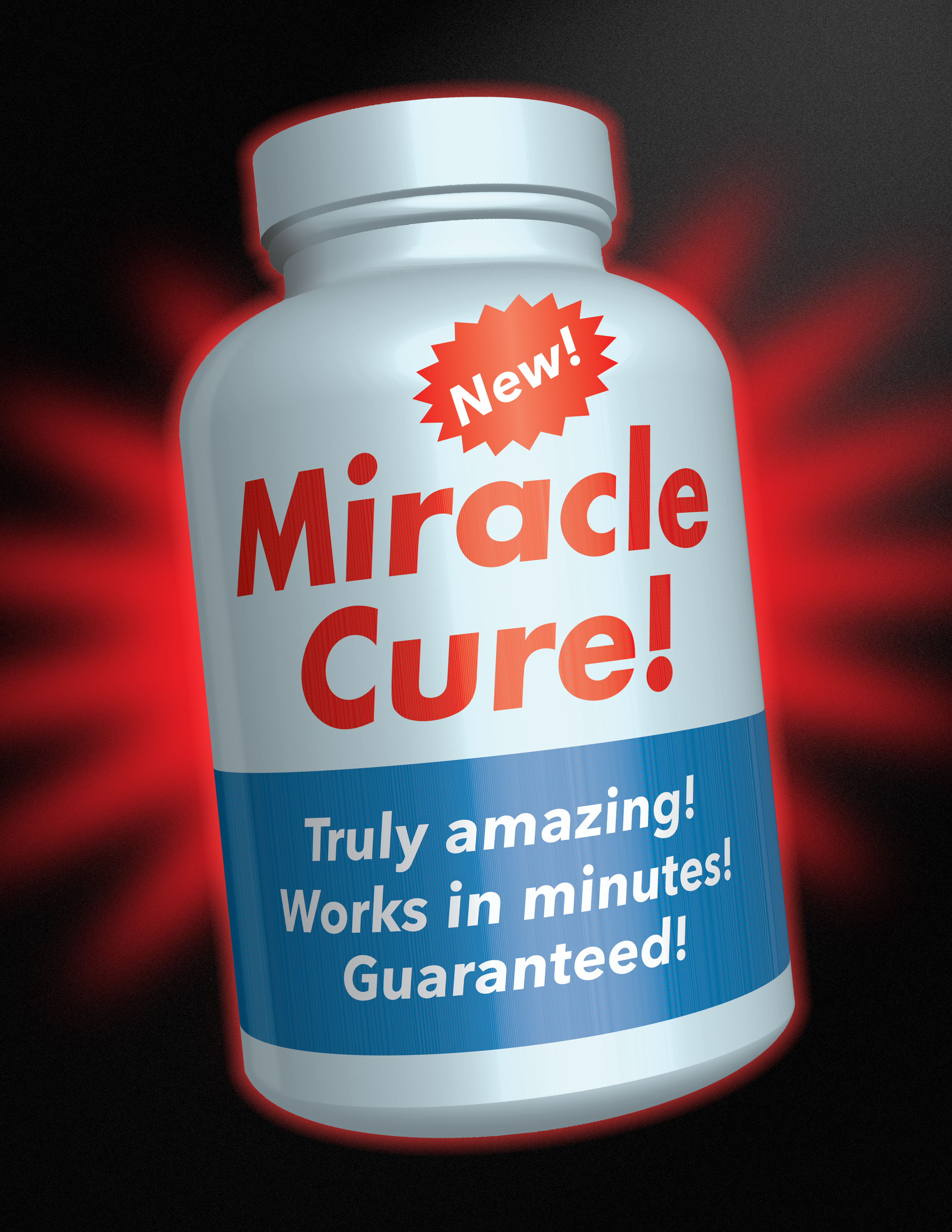
«Ефект плацебо» може бути пов'язаний з очікуваннями

Плацебо не мають суттєвої терапевтичної цінності. Вони не впливають на хворобу, але насамперед лише діють на суб'єктивне судження про їх симптоми. Інколи вони можуть змусити людей почуватися краще, а іноді і гірше — у цьому разі вони називаються ноцебо.
Оскільки відповідь на плацебо є просто реакцією пацієнта, яка не може бути віднесена до дослідницького втручання, існує кілька можливих складників вимірюваного ефекту плацебо. Ці складові мають різну важливість залежно від способу дослідження та видів спостережень. Хоча існують певні дані про те, що плацебо втручання може змінити рівень ендоканабіноїдів або ендогенних опіоїдів, інші видатні компоненти охоплюють очікуваний вплив, регрес до середнього та недосконалі методи дослідження.
Діти більш схильні до впливу плацебо, ніж дорослі.

### Вплив неінертних компонентів
Плацебо, що використовувалося в клінічних випробуваннях, інколи мало непередбачувані наслідки. У доповіді в «Annals of Internal Medicine», яка розглянула докладно 150 клінічних випробувань, було встановлено, що певні плацебо, котрі використовувались у дослідженні, вплинули на результат. Наприклад, в одному дослідженні з препаратами, що знижують рівень холестерину, використовують оливкову та кукурудзяну олію в плацебо-таблетках. Однак, згідно з повідомленням, це «може призвести до заниження користі від ліків: мононенасичені та поліненасичені жирні кислоти цих плацебо та їх антиоксидантні та протизапальні ефекти можуть знизити рівень ліпідів». Інший приклад, який дослідники повідомили в дослідженні, був клінічним випробуванням нової терапії для пацієнтів з раком, які страждають на анорексію. Плацебо, яке було використано, містило лактозу. Однак оскільки пацієнти з онкологічними захворюваннями здебільшого стикаються з вищим ризиком непереносності лактози, плацебо таблетки можуть насправді викликати небажані побічні ефекти.

### Чинники, що впливають на силу впливу плацебо
Доповідь, оприлюднена в JAMA Psychiatry, показала, що у випробуваннях антипсихотичних препаратів зміна відповіді на вживання плацебо значно зросла між 1960 і 2013 роками. Автори огляду виявили кілька факторів, які могли б бути відповідальними за ці зміни, зокрема знецінення базових балів і зарахування меншої кількості важкохворих пацієнтів. Ще один аналіз, опублікований у Pain 2015 року, показав, що клінічні випробування нейропатичного болю, проведені в Сполучених Штатах з 1990 по 2013 рік, значно зросли, оскільки відповіді на плацебо значно збільшилися.

### Біль
Вважається, що плацебо здатне змінювати сприйняття людиною болю. «Людина може переосмислити різкий біль, як незручне поколювання».
Один зі способів вимірювання величини анальгетики плацебо — це проведення «відкритих / прихованих» досліджень, в яких деякі пацієнти отримують анальгетик і повідомлені, що вони будуть отримувати його (відкрито), тоді як іншим вводять один і той же препарат, не кажучи про це (приховано). Такі дослідження виявили, що анальгетики значно дієвіші, коли пацієнти знають, що вони отримують їх.

### Депресія
У 2008 році спірний метааналіз під керівництвом психолога Ірвінга Кірша, який досліджував дані FDA, зробив висновок, що 82 % відповідей на антидепресанти враховують плацебо. Проте існують серйозні сумніви щодо використовуваних методів та інтерпретації результатів. Повний повторний аналіз та перерахунок на основі тих самих даних FDA виявили, що дослідження Кірша мало багато «важливих недоліків у розрахунках». Автори дійшли до висновку, що хоча значна частина відповіді плацебо була пов'язана з очікуваною тривалістю життя, це не було справедливим для активного препарату. Крім підтвердження дієвості препаратів, вони виявили, що ефект препарату не пов'язаний з тяжкістю депресії.
Інший метааналіз показав, що 79%-ам пацієнтів із депресією, які отримували плацебо, стало краще (протягом 12 тижнів після початкової 6-8 тижневої успішної терапії) порівняно з 93%-ами тих, хто отримував антидепресанти. Однак у фазі продовження пацієнти з плацебо рецидивують значно частіше, ніж пацієнти з антидепресантами.

### Синдром хронічної втоми
Раніше вважалося, що частота відповіді плацебо у пацієнтів із синдромом хронічної втоми (СХВ) надзвичайно висока, «принаймні, від 30 % до 50 %», через суб'єктивну звітність про симптоми та коливальний характер стану. Відповідно до метааналізу та суперечності з загальноприйнятою мудрістю, загальна частота відповіді у групі плацебо була 19,6 %, навіть нижча, ніж у деяких інших медичних умовах. Автори пропонують можливі пояснення цього результату: СХВ широко розуміють як важко піддаватися, що може зменшити очікування щодо поліпшення. У контексті доказів, що показують, ніби плацебо не має потужних клінічних ефектів порівняно з відсутністю лікування, низький рівень спонтанної ремісії в СХВ може сприяти зниженню показників поліпшення у групі плацебо. Тип втручання також сприяв неоднорідності відповіді. Низькі очікування пацієнтів та постачальників стосовно психологічного лікування можуть пояснити особливо низьку плацебо-відповідь на психіатричне лікування.

### Негативні наслідки
Також спостерігається явище, протилежне ефекту плацебо. Коли неактивна субстанція або лікування вводяться одержувачеві, який очікує його негативного впливу, це втручання відоме як ноцебо (латинська nocebo = «я нашкоджу»). Ефект ноцебо з'являється, коли одержувач інертної речовини повідомляє про поганий вплив та / або погіршення симптомів, а результат — не від самої речовини, а від негативних очікувань щодо лікування.
Іншим негативним наслідком є те, що плацебо може викликати побічні ефекти, пов'язані зі справжнім лікуванням.
Синдром вилучення також може відбутися після лікування плацебо. Це було виявлено, наприклад, після припинення вивчення жіночої ініціативи з лікування гормональної замісної терапії на клімат менопаузи. Жінки проходили плацебо в середньому 5,7 років. Серед симптомів поганого або важкого абстинентного ефекту було повідомлено 4,8 % пацієнтами з плацебо, порівняно з 21,3 % тих, хто заміщав гормони.